# 山口源等
山口 源等（やまぐち ひとし、1915年2月4日 - 1995年）は、日本の軍人、スパイ、事業家。
太平洋戦争においてF機関工作員としてタイに潜伏、インド国民軍の編成や戦後のインド独立に影響を与えた藤原岩市の指揮でマレー作戦、シンガポール作戦に従事。

## 経歴
京都高等蚕糸学校卒。1938年1月10日、姫路の歩兵第39連隊補充隊へ入隊。1939年、陸軍中野学校の前身とする陸軍後方勤務養成所に派遣され複数の偽名を使い分ける。1940年、陸軍中野学校の学生係に任官。1941年、陸軍参謀本部第8課に配置転換。7月28日、中尉へ昇進。杉山元参謀総長からの藤原と共にタイ国バンコクを命ぜられる。同年9月13日、飛行機搭乗中に腹痛を起こし、藤原と一緒に同乗していた辻政信が対処し台湾で中垂炎の手術を受ける。9月23日バンコクに着任、田村浩大佐の指揮を受けインド独立連盟工作に従事。F機関員の土持則正大尉、米村弘少尉、瀬川清治少尉、滝村正巳軍曹と合流する。

## 太平洋戦争開戦
開戦当日の12月8日、南方軍総司令部付き将校に任命される。12月10日、国境を越えマレー作戦に参加。
終戦時は、徳島地区司令部員・陸軍少佐であった。

## 戦後
1962年、山一服飾株式会社設立、代表取締役となる。1975年、藤原と共にインド、ネパールを歴訪する。1984年、脳卒中により半身不随。1995年、逝去。